# ダルシマー
ハンマー・ダルシマー（ハンマード・ダルシマー、英：Hammered Dulcimer）は、ツィター属打弦楽器の英語圏における呼称である。台形の共鳴体に張られた多数の金属製の弦を、ハンマーと呼ばれる撥で打って演奏する。弦を弓などで擦るか、弾いて音を出す演奏法が圧倒的に多い弦楽器の中では、数少ない例である。金属製の弦を打って音を出す点や、音色の類似性から「ピアノの先祖」と呼ばれることもある。同系の楽器として、西南アジアのサントゥール、ハンガリーのツィンバロム、タイのキム 、中国の揚琴（洋琴）、朝鮮のヤングム、ドイツのハックブレットなどがある。
アジアで使用されるダルシマーは比較的小型であるが、ヨーロッパではオーケストラで使用するにあたって音域を広げる必要が出てきた為に大型化が試みられ、中には100キロ近い重量をもつものも作られている。米国ではポピュラーな民族楽器で、ヨーロッパの移民がもたらした楽器の一つにアパラチアン・ダルシマーがあるがこちらは撥弦楽器であり、打弦楽器のダルシマーとは全く別の楽器である。
日本では著名な奏者に小松崎健、MiMi（橋爪道子）、稲岡大介などがいる。